# Volei la Jocurile Olimpice de vară din 2020 - masculin, plajă
Turneul masculin de volei pe plajă de la Jocurile Olimpice de vară din 2020 a avut loc în perioada 24 iulie-7 august 2021 la Shiokaze Park. Inițial turneul trebuia să aibă loc în perioada 25 iulie-8 august 2020, dar a fost amânat din cauza pandemiei de COVID-19, CIO și comitetul de organizarea al Jocurilor Olimpice anunțând această amânare la 24 martie 2020. Din cauza pandemiei, toate meciurile s-au jucat fără spectatori.

## Echipe
24 de echipe au fost trase la sorți în șase grupe de câte patru echipe.
| Echipa                                     | Țară                       |
| ------------------------------------------ | -------------------------- |
| Julian Azaad / Nicolás Capogrosso          | Argentina                  |
| Chris McHugh / Damien Schumann             | Australia                  |
| Alison Cerutti / Álvaro Morais Filho       | Brazilia                   |
| Evandro Oliveira / Bruno Oscar Schmidt     | Brazilia                   |
| Marco Grimalt / Esteban Grimalt            | Chile                      |
| Ondřej Perušič / David Schweiner           | Cehia                      |
| Julius Thole / Clemens Wickler             | Germania                   |
| Adrian Carambula / Enrico Rossi            | Italia                     |
| Paolo Nicolai / Daniele Lupo               | Italia                     |
| Yusuke Ishijima / Katsuhiro Shiratori      | Japonia                    |
| Mārtiņš Pļaviņš / Edgars Točs              | Letonia                    |
| Josué Gaxiola / José Rubio                 | Mexic                      |
| Zouheir El Graoui / Mohamed Abicha         | Maroc                      |
| Alexander Brouwer / Robert Meeuwsen        | Olanda                     |
| Anders Mol / Christian Sørum               | Norvegia                   |
| Michał Bryl / Grzegorz Fijałek             | Polonia                    |
| Piotr Kantor / Bartosz Łosiak              | Polonia                    |
| Cherif Younousse / Ahmed Tijan             | Qatar                      |
| Viacheslav Krasilnikov / Oleg Stoyanovskiy | COR                        |
| Konstantin Semenov / Ilya Leshukov         | COR                        |
| Pablo Herrera / Adrián Gavira              | Spania                     |
| Adrian Heidrich / Mirco Gerson             | Elveția                    |
| Jake Gibb / Tri Bourne*                    | Statele Unite ale Americii |
| Nick Lucena / Phil Dalhausser              | Statele Unite ale Americii |

*Taylor Crabb din SUA s-a calificat inițial pentru a juca alături de Gibb, dar a fost testat pozitiv cu COVID-19 și a fost înlocuit de Bourne.

## Arbitri
Următorii arbitri au fost selectați pentru a oficia la acest turneu.
- Osvaldo Sumavil
- Mário Ferro
- Wang Lijun
- Juan Carlos Saavedra
- Charalampos Papadogoulas
- Mariko Satomi
- Davide Crescentini
- Agnieszka Myszkowska
- Rui Carvalho
- Roman Pristovakin
- Giovanni Bake
- José María Padrón
- Brig Beatie

## Rezultate

### Faza preliminară
Primele două echipe din fiecare grupă împreună cu cele mai bune două echipe de pe locul 3 s-au calificat direct în optimile de finală. Celelalte patru echipe de pe locul 3 au jucat în play-off, două dintre ele calificându-se în optimile de finală.

#### Grupa A
| L | Echipa                   | M | V | Î | P | SC | SP | Ratio 1 | PÎ  | PP  | Ratio 2 |
| - | ------------------------ | - | - | - | - | -- | -- | ------- | --- | --- | ------- |
| 1 | Semenov – Leshukov (COR) | 3 | 3 | 0 | 6 | 6  | 0  | MAX     | 127 | 107 | 1,187   |
| 2 | Mol – Sørum (NOR)        | 3 | 2 | 1 | 5 | 4  | 3  | 1,333   | 137 | 133 | 1,030   |
| 3 | Herrera – Gavira (ESP)   | 3 | 1 | 2 | 4 | 2  | 4  | 0,500   | 120 | 120 | 1,000   |
| 4 | McHugh – Schumann (AUS)  | 3 | 0 | 3 | 3 | 1  | 6  | 0,167   | 114 | 138 | 0,826   |

Legendă:
M= meciuri jucate, V=victorii, Î=înfrângeri, P=puncte, SC=seturi câștigate, SP=seturi pierdute, Ratio 1=seturi câștigate/seturi pierdute, PM=puncte marcate, PP=puncte încasate, Ratio 2=puncte câștigate/puncte pierdute
| 24 iulie 2021 16:00 | Semenov – Leshukov | 2–0 | Herrera – Gavira | Shiokaze Park, Tokyo Arbitru(i): Mário Ferro (BRA), Osvaldo Sumavil (ARG) Raport(e): Rezultat |
| 24 iulie 2021 16:00 | (21–19, 22–20)     |     |                  | Shiokaze Park, Tokyo Arbitru(i): Mário Ferro (BRA), Osvaldo Sumavil (ARG) Raport(e): Rezultat |

| 24 iulie 2021 22:00 | Mol – Sørum           | 2–1 | McHugh – Schumann | Shiokaze Park, Tokyo Arbitru(i): Agnieszka Myszkowska (POL), Juan Carlos Saavedra (COL) Raport(e): Rezultat |
| 24 iulie 2021 22:00 | (21–18, 18–21, 15–13) |     |                   | Shiokaze Park, Tokyo Arbitru(i): Agnieszka Myszkowska (POL), Juan Carlos Saavedra (COL) Raport(e): Rezultat |

| 26 iulie 2021 15:00 | Semenov – Leshukov | 2–0 | McHugh – Schumann | Shiokaze Park, Tokyo Arbitru(i): Wang Lijun (CHN), Davide Crescentini (ITA) Raport(e): Rezultat |
| 26 iulie 2021 15:00 | (21–14, 21–16)     |     |                   | Shiokaze Park, Tokyo Arbitru(i): Wang Lijun (CHN), Davide Crescentini (ITA) Raport(e): Rezultat |

| 26 iulie 2021 22:00 | Mol – Sørum    | 2–0 | Herrera – Gavira | Shiokaze Park, Tokyo Arbitru(i): Charalampos Papadogoulas (GRE), Giovanni Bake (RSA) Raport(e): Rezultat |
| 26 iulie 2021 22:00 | (21–17, 24–22) |     |                  | Shiokaze Park, Tokyo Arbitru(i): Charalampos Papadogoulas (GRE), Giovanni Bake (RSA) Raport(e): Rezultat |

| 28 iulie 2021 17:00 | Herrera – Gavira | 2–0 | McHugh – Schumann | Shiokaze Park, Tokyo Arbitru(i): Roman Pristovakin (RUS), Mário Ferro (BRA) Raport(e): Rezultat |
| 28 iulie 2021 17:00 | (21–16, 21–16)   |     |                   | Shiokaze Park, Tokyo Arbitru(i): Roman Pristovakin (RUS), Mário Ferro (BRA) Raport(e): Rezultat |

| 28 iulie 2021 22:00 | Mol – Sørum    | 0–2 | Semenov – Leshukov | Shiokaze Park, Tokyo Arbitru(i): Brig Beatie (USA), José María Padrón (ESP) Raport(e): Rezultat |
| 28 iulie 2021 22:00 | (19–21, 19–21) |     |                    | Shiokaze Park, Tokyo Arbitru(i): Brig Beatie (USA), José María Padrón (ESP) Raport(e): Rezultat |

#### Grupa B
| L | Echipa                           | M | V | Î | P | SC | SP | Ratio 1 | PÎ  | PP  | Ratio 2 |
| - | -------------------------------- | - | - | - | - | -- | -- | ------- | --- | --- | ------- |
| 1 | Krasilnikov – Stoyanovskiy (COR) | 3 | 2 | 1 | 5 | 5  | 4  | 1,250   | 169 | 148 | 1,142   |
| 2 | Pļaviņš – Točs (LAT)             | 3 | 2 | 1 | 5 | 4  | 3  | 1,333   | 83  | 93  | 0,892   |
| 3 | Gaxiola – Rubio (MEX)            | 3 | 1 | 2 | 4 | 4  | 4  | 1,000   | 150 | 151 | 0,993   |
| 4 | Perušič – Schweiner (CZE)        | 3 | 1 | 2 | 4 | 3  | 5  | 0,600   | 96  | 148 | 0,649   |

Legendă:
M= meciuri jucate, V=victorii, Î=înfrângeri, P=puncte, SC=seturi câștigate, SP=seturi pierdute, Ratio 1=seturi câștigate/seturi pierdute, PM=puncte marcate, PP=puncte încasate, Ratio 2=puncte câștigate/puncte pierdute
| 26 iulie 2021 10:00 | Krasilnikov – Stoyanovskiy | 2–1 | Gaxiola – Rubio | Shiokaze Park, Tokyo Arbitru(i): Rui Carvalho (POR), Brig Beatie (USA) Raport(e): Rezultat |
| 26 iulie 2021 10:00 | (24–26, 21–15, 18–16)      |     |                 | Shiokaze Park, Tokyo Arbitru(i): Rui Carvalho (POR), Brig Beatie (USA) Raport(e): Rezultat |

| 26 iulie 2021 17:00 | Perušič – Schweiner | 0–2 Victorie acordată | Pļaviņš – Točs | Shiokaze Park, Tokyo Raport(e): Rezultat |
| 26 iulie 2021 17:00 |                     |                       |                | Shiokaze Park, Tokyo Raport(e): Rezultat |

| 29 iulie 2021 16:00 | Perušič – Schweiner   | 2–1 | Gaxiola – Rubio | Shiokaze Park, Tokyo Arbitru(i): José María Padrón (ESP), Brig Beatie (USA) Raport(e): Rezultat |
| 29 iulie 2021 16:00 | (17–21, 21–16, 16–14) |     |                 | Shiokaze Park, Tokyo Arbitru(i): José María Padrón (ESP), Brig Beatie (USA) Raport(e): Rezultat |

| 29 iulie 2021 17:00 | Krasilnikov – Stoyanovskiy | 1–2 | Pļaviņš – Točs | Shiokaze Park, Tokyo Arbitru(i): Rui Carvalho (POR), Juan Carlos Saavedra (COL) Raport(e): Rezultat |
| 29 iulie 2021 17:00 | (21–13, 19–21, 11–15)      |     |                | Shiokaze Park, Tokyo Arbitru(i): Rui Carvalho (POR), Juan Carlos Saavedra (COL) Raport(e): Rezultat |

| 31 iulie 2021 15:00 | Pļaviņš – Točs | 0–2 | Gaxiola – Rubio | Shiokaze Park, Tokyo Arbitru(i): Brig Beatie (USA), Mariko Satomi (JPN) Raport(e): Rezultat |
| 31 iulie 2021 15:00 | (18–21, 16–21) |     |                 | Shiokaze Park, Tokyo Arbitru(i): Brig Beatie (USA), Mariko Satomi (JPN) Raport(e): Rezultat |

| 31 iulie 2021 16:00 | Krasilnikov – Stoyanovskiy | 2–1 | Perušič – Schweiner | Shiokaze Park, Tokyo Arbitru(i): Juan Carlos Saavedra (COL), Agnieszka Myszkowska (POL) Raport(e): Rezultat |
| 31 iulie 2021 16:00 | (19–21, 21–13, 15–8)       |     |                     | Shiokaze Park, Tokyo Arbitru(i): Juan Carlos Saavedra (COL), Agnieszka Myszkowska (POL) Raport(e): Rezultat |

Note
- ^1 - Echipa Perušič – Schweiner (CZE) nu a putut să joace acest meci din cauza regulilor de Covid-19. Conform regulilor de volei pe plajă, cealaltă echipă a primit două puncte, iar echipa cehă a primit 1 punct pentru înfrângere.

#### Grupa C
| L | Echipa                  | M | V | Î | P | SC | SP | Ratio 1 | PÎ  | PP  | Ratio 2 |
| - | ----------------------- | - | - | - | - | -- | -- | ------- | --- | --- | ------- |
| 1 | Cherif – Ahmed (QAT)    | 3 | 3 | 0 | 6 | 6  | 0  | MAX     | 129 | 103 | 1,252   |
| 2 | Gibb – Bourne (USA)     | 3 | 2 | 1 | 5 | 4  | 2  | 1,500   | 121 | 119 | 1,017   |
| 3 | Heidrich – Gerson (SUI) | 3 | 1 | 2 | 4 | 2  | 5  | 0,400   | 133 | 139 | 0,957   |
| 4 | Carambula – Rossi (ITA) | 3 | 0 | 3 | 3 | 1  | 6  | 0,167   | 125 | 147 | 0,850   |

Legendă:
M= meciuri jucate, V=victorii, Î=înfrângeri, P=puncte, SC=seturi câștigate, SP=seturi pierdute, Ratio 1=seturi câștigate/seturi pierdute, PM=puncte marcate, PP=puncte încasate, Ratio 2=puncte câștigate/puncte pierdute
| 25 iulie 2021 17:00 | Cherif – Ahmed | 2–0 | Heidrich – Gerson | Shiokaze Park, Tokyo Arbitru(i): Juan Carlos Saavedra (COL), Charalampos Papadogoulas (GRE) Raport(e): Rezultat |
| 25 iulie 2021 17:00 | (21–17, 21–16) |     |                   | Shiokaze Park, Tokyo Arbitru(i): Juan Carlos Saavedra (COL), Charalampos Papadogoulas (GRE) Raport(e): Rezultat |

| 25 iulie 2021 22:00 | Gibb – Bourne  | 2–0 | Carambula – Rossi | Shiokaze Park, Tokyo Arbitru(i): Mário Ferro (BRA), Roman Pristovakin (RUS) Raport(e): Rezultat |
| 25 iulie 2021 22:00 | (21–18, 21–19) |     |                   | Shiokaze Park, Tokyo Arbitru(i): Mário Ferro (BRA), Roman Pristovakin (RUS) Raport(e): Rezultat |

| 28 iulie 2021 09:00 | Gibb – Bourne  | 2–0 | Heidrich – Gerson | Shiokaze Park, Tokyo Arbitru(i): Charalampos Papadogoulas (GRE), Agnieszka Myszkowska Raport(e): Rezultat |
| 28 iulie 2021 09:00 | (21–19, 23–21) |     |                   | Shiokaze Park, Tokyo Arbitru(i): Charalampos Papadogoulas (GRE), Agnieszka Myszkowska Raport(e): Rezultat |

| 28 iulie 2021 20:00 | Cherif – Ahmed | 2–0 | Carambula – Rossi | Shiokaze Park, Tokyo Arbitru(i): José María Padrón (ESP), Rui Carvalho (POR) Raport(e): Rezultat |
| 28 iulie 2021 20:00 | (24–22, 21–13) |     |                   | Shiokaze Park, Tokyo Arbitru(i): José María Padrón (ESP), Rui Carvalho (POR) Raport(e): Rezultat |

| 30 iulie 2021 10:00 | Carambula – Rossi     | 1–2 | Heidrich – Gerson | Shiokaze Park, Tokyo Arbitru(i): Brig Beatie (USA), Charalampos Papadogoulas (GRE) Raport(e): Rezultat |
| 30 iulie 2021 10:00 | (14–21, 26–24, 13–15) |     |                   | Shiokaze Park, Tokyo Arbitru(i): Brig Beatie (USA), Charalampos Papadogoulas (GRE) Raport(e): Rezultat |

| 30 iulie 2021 22:00 | Cherif – Ahmed | 2–0 | Gibb – Bourne | Shiokaze Park, Tokyo Arbitru(i): Juan Carlos Saavedra (COL), José María Padrón (ESP) Raport(e): Rezultat |
| 30 iulie 2021 22:00 | (21–18, 21–17) |     |               | Shiokaze Park, Tokyo Arbitru(i): Juan Carlos Saavedra (COL), José María Padrón (ESP) Raport(e): Rezultat |

#### Grupa D
| L | Echipa                    | M | V | Î | P | SC | SP | Ratio 1 | PÎ  | PP  | Ratio 2 |
| - | ------------------------- | - | - | - | - | -- | -- | ------- | --- | --- | ------- |
| 1 | Alison – Álvaro (BRA)     | 3 | 2 | 1 | 5 | 5  | 2  | 2,500   | 143 | 127 | 1,126   |
| 2 | Brouwer – Meeuwsen (NED)  | 3 | 2 | 1 | 5 | 4  | 2  | 2,000   | 120 | 108 | 1,111   |
| 3 | Lucena – Dalhausser (USA) | 3 | 2 | 1 | 5 | 4  | 4  | 1,000   | 147 | 144 | 1,021   |
| 4 | Azaad – Capogrosso (ARG)  | 3 | 0 | 3 | 3 | 1  | 6  | 0,167   | 107 | 138 | 0,775   |

Legendă:
M= meciuri jucate, V=victorii, Î=înfrângeri, P=puncte, SC=seturi câștigate, SP=seturi pierdute, Ratio 1=seturi câștigate/seturi pierdute, PM=puncte marcate, PP=puncte încasate, Ratio 2=puncte câștigate/puncte pierdute
| 24 iulie 2021 10:00 | Alison – Álvaro | 2–0 | Azaad – Capogrosso | Shiokaze Park, Tokyo Arbitru(i): Charalampos Papadogoulas (GRE), Rui Carvalho (POR) Raport(e): Rezultat |
| 24 iulie 2021 10:00 | (21–16, 21–17)  |     |                    | Shiokaze Park, Tokyo Arbitru(i): Charalampos Papadogoulas (GRE), Rui Carvalho (POR) Raport(e): Rezultat |

| 24 iulie 2021 21:00 | Brouwer – Meeuwsen | 2–0 | Lucena – Dalhausser | Shiokaze Park, Tokyo Arbitru(i): Rui Carvalho (POR), Giovanni Bake (RSA) Raport(e): Rezultat |
| 24 iulie 2021 21:00 | (21–17, 21–18)     |     |                     | Shiokaze Park, Tokyo Arbitru(i): Rui Carvalho (POR), Giovanni Bake (RSA) Raport(e): Rezultat |

| 27 iulie 2021 12:00 | Alison – Álvaro       | 1–2 | Lucena – Dalhausser | Shiokaze Park, Tokyo Arbitru(i): Roman Pristovakin (RUS), Osvaldo Sumavil (ARG) Raport(e): Rezultat |
| 27 iulie 2021 12:00 | (22–24, 21–19, 13–15) |     |                     | Shiokaze Park, Tokyo Arbitru(i): Roman Pristovakin (RUS), Osvaldo Sumavil (ARG) Raport(e): Rezultat |

| 27 iulie 2021 21:00 | Brouwer – Meeuwsen | 2–0 | Azaad – Capogrosso | Shiokaze Park, Tokyo Arbitru(i): Wang Lijun (CHN), Roman Pristovakin (RUS) Raport(e): Rezultat |
| 27 iulie 2021 21:00 | (21–14, 21–14)     |     |                    | Shiokaze Park, Tokyo Arbitru(i): Wang Lijun (CHN), Roman Pristovakin (RUS) Raport(e): Rezultat |

| 29 iulie 2021 11:00 | Lucena – Dalhausser  | 2–1 | Azaad – Capogrosso | Shiokaze Park, Tokyo Arbitru(i): Davide Crescentini (ITA), Mariko Satomi (JPN) Raport(e): Rezultat |
| 29 iulie 2021 11:00 | (21–19, 18–21, 15–6) |     |                    | Shiokaze Park, Tokyo Arbitru(i): Davide Crescentini (ITA), Mariko Satomi (JPN) Raport(e): Rezultat |

| 29 iulie 2021 22:00 | Alison – Álvaro | 2–0 | Brouwer – Meeuwsen | Shiokaze Park, Tokyo Arbitru(i): Wang Lijun (CHN), Roman Pristovakin (RUS) Raport(e): Rezultat |
| 29 iulie 2021 22:00 | (21–14, 24–22)  |     |                    | Shiokaze Park, Tokyo Arbitru(i): Wang Lijun (CHN), Roman Pristovakin (RUS) Raport(e): Rezultat |

#### Grupa E
| L | Echipa                        | M | V | Î | P | SC | SP | Ratio 1 | PÎ  | PP  | Ratio 2 |
| - | ----------------------------- | - | - | - | - | -- | -- | ------- | --- | --- | ------- |
| 1 | Evandro – Schmidt (BRA)       | 3 | 3 | 0 | 6 | 6  | 2  | 3,000   | 151 | 128 | 1,180   |
| 2 | Bryl – Fijałek (POL)          | 3 | 2 | 1 | 5 | 5  | 2  | 2,500   | 134 | 120 | 1,117   |
| 3 | M. Grimalt – E. Grimalt (CHI) | 3 | 1 | 2 | 4 | 3  | 4  | 0,750   | 125 | 120 | 1,042   |
| 4 | El Graoui – Abicha (MAR)      | 3 | 0 | 3 | 3 | 0  | 6  | 0,000   | 84  | 126 | 0,667   |

Legendă:
M= meciuri jucate, V=victorii, Î=înfrângeri, P=puncte, SC=seturi câștigate, SP=seturi pierdute, Ratio 1=seturi câștigate/seturi pierdute, PM=puncte marcate, PP=puncte încasate, Ratio 2=puncte câștigate/puncte pierdute
| 25 iulie 2021 11:00 | Evandro – Schmidt     | 2–1 | M. Grimalt – E. Grimalt | Shiokaze Park, Tokyo Arbitru(i): Osvaldo Sumavil (ARG), Mariko Satomi (JPN) Raport(e): Rezultat |
| 25 iulie 2021 11:00 | (21–15, 16–21, 15–12) |     |                         | Shiokaze Park, Tokyo Arbitru(i): Osvaldo Sumavil (ARG), Mariko Satomi (JPN) Raport(e): Rezultat |

| 25 iulie 2021 16:00 | Fijałek – Bryl | 2–0 | El Graoui – Abicha | Shiokaze Park, Tokyo Arbitru(i): Giovanni Bake (RSA), José María Padrón (ESP) Raport(e): Rezultat |
| 25 iulie 2021 16:00 | (21–17, 21–11) |     |                    | Shiokaze Park, Tokyo Arbitru(i): Giovanni Bake (RSA), José María Padrón (ESP) Raport(e): Rezultat |

| 27 iulie 2021 15:00 | Evandro – Schmidt | 2–0 | El Graoui – Abicha | Shiokaze Park, Tokyo Arbitru(i): Brig Beatie (USA), Juan Carlos Saavedra (COL) Raport(e): Rezultat |
| 27 iulie 2021 15:00 | (21–14, 21–16)    |     |                    | Shiokaze Park, Tokyo Arbitru(i): Brig Beatie (USA), Juan Carlos Saavedra (COL) Raport(e): Rezultat |

| 27 iulie 2021 17:00 | Fijałek – Bryl | 2–0 | M. Grimalt – E. Grimalt | Shiokaze Park, Tokyo Arbitru(i): Charalampos Papadogoulas (GRE), Brig Beatie (USA) Raport(e): Rezultat |
| 27 iulie 2021 17:00 | (21–17, 21–18) |     |                         | Shiokaze Park, Tokyo Arbitru(i): Charalampos Papadogoulas (GRE), Brig Beatie (USA) Raport(e): Rezultat |

| 30 iulie 2021 11:00 | M. Grimalt – E. Grimalt | 2–0 | El Graoui – Abicha | Shiokaze Park, Tokyo Arbitru(i): Rui Carvalho (POR), Agnieszka Myszkowska (POL) Raport(e): Rezultat |
| 30 iulie 2021 11:00 | (21–14, 21–12)          |     |                    | Shiokaze Park, Tokyo Arbitru(i): Rui Carvalho (POR), Agnieszka Myszkowska (POL) Raport(e): Rezultat |

| 30 iulie 2021 21:00 | Fijałek – Bryl        | 1–2 | Evandro – Schmidt | Shiokaze Park, Tokyo Arbitru(i): Charalampos Papadogoulas (GRE), Brig Beatie (USA) Raport(e): Rezultat |
| 30 iulie 2021 21:00 | (21–19, 14–21, 15–17) |     |                   | Shiokaze Park, Tokyo Arbitru(i): Charalampos Papadogoulas (GRE), Brig Beatie (USA) Raport(e): Rezultat |

#### Grupa F
| L | Echipa                     | M | V | Î | P | SC | SP | Ratio 1 | PÎ  | PP  | Ratio 2 |
| - | -------------------------- | - | - | - | - | -- | -- | ------- | --- | --- | ------- |
| 1 | Nicolai – Lupo (ITA)       | 3 | 3 | 0 | 6 | 6  | 2  | 3,000   | 150 | 138 | 1,087   |
| 2 | Thole – Wickler (GER)      | 3 | 2 | 1 | 5 | 5  | 2  | 2,500   | 138 | 118 | 1,169   |
| 3 | Kantor – Łosiak (POL)      | 3 | 1 | 2 | 4 | 3  | 4  | 0,750   | 128 | 125 | 1,024   |
| 4 | Ishijima – Shiratori (JPN) | 3 | 0 | 3 | 3 | 0  | 6  | 0,000   | 91  | 126 | 0,722   |

Legendă:
M= meciuri jucate, V=victorii, Î=înfrângeri, P=puncte, SC=seturi câștigate, SP=seturi pierdute, Ratio 1=seturi câștigate/seturi pierdute, PM=puncte marcate, PP=puncte încasate, Ratio 2=puncte câștigate/puncte pierdute
| 25 iulie 2021 10:00 | Ishijima – Shiratori | 0–2 | Kantor – Łosiak | Shiokaze Park, Tokyo Arbitru(i): Wang Lijun (CHN), Roman Pristovakin (RUS) Raport(e): Rezultat |
| 25 iulie 2021 10:00 | (15–21, 14–21)       |     |                 | Shiokaze Park, Tokyo Arbitru(i): Wang Lijun (CHN), Roman Pristovakin (RUS) Raport(e): Rezultat |

| 25 iulie 2021 20:00 | Thole – Wickler       | 1–2 | Nicolai – Lupo | Shiokaze Park, Tokyo Arbitru(i): Roman Pristovakin (RUS), Wang Lijun (CHN) Raport(e): Rezultat |
| 25 iulie 2021 20:00 | (21–19, 19–21, 13–15) |     |                | Shiokaze Park, Tokyo Arbitru(i): Roman Pristovakin (RUS), Wang Lijun (CHN) Raport(e): Rezultat |

| 27 iulie 2021 10:00 | Ishijima – Shiratori | 0–2 | Nicolai – Lupo | Shiokaze Park, Tokyo Arbitru(i): Osvaldo Sumavil (ARG), Wang Lijun (CHN) Raport(e): Rezultat |
| 27 iulie 2021 10:00 | (19–21, 16–21)       |     |                | Shiokaze Park, Tokyo Arbitru(i): Osvaldo Sumavil (ARG), Wang Lijun (CHN) Raport(e): Rezultat |

| 27 iulie 2021 20:00 | Thole – Wickler | 2–0 | Kantor – Łosiak | Shiokaze Park, Tokyo Arbitru(i): Osvaldo Sumavil (ARG), Mariko Satomi (JPN) Raport(e): Rezultat |
| 27 iulie 2021 20:00 | (22–20, 21–16)  |     |                 | Shiokaze Park, Tokyo Arbitru(i): Osvaldo Sumavil (ARG), Mariko Satomi (JPN) Raport(e): Rezultat |

| 30 iulie 2021 16:00 | Nicolai – Lupo        | 2–1 | Kantor – Łosiak | Shiokaze Park, Tokyo Arbitru(i): Mário Ferro (BRA), Wang Lijun (CHN) Raport(e): Rezultat |
| 30 iulie 2021 16:00 | (21–19, 17–21, 15–10) |     |                 | Shiokaze Park, Tokyo Arbitru(i): Mário Ferro (BRA), Wang Lijun (CHN) Raport(e): Rezultat |

| 31 iulie 2021 11:00 | Ishijima – Shiratori | 0–2 | Thole – Wickler | Shiokaze Park, Tokyo Arbitru(i): Giovanni Bake (RSA), Wang Lijun (CHN) Raport(e): Rezultat |
| 31 iulie 2021 11:00 | (16–21, 11–21)       |     |                 | Shiokaze Park, Tokyo Arbitru(i): Giovanni Bake (RSA), Wang Lijun (CHN) Raport(e): Rezultat |

#### Clasamentul echipelor de pe locul 3
Primele două echipe s-au calificat direct în optimile de finală, celelalte patru s-au calificat în play-off, câștigătoarele calificându-se în optimile de finală.
| L | Echipa                        | M | V | Î | P | SC | SP | Ratio 1 | PÎ  | PP  | Ratio 2 |
| - | ----------------------------- | - | - | - | - | -- | -- | ------- | --- | --- | ------- |
| 1 | Lucena – Dalhausser (USA)     | 3 | 2 | 1 | 5 | 4  | 4  | 1,000   | 147 | 144 | 1,021   |
| 2 | Gaxiola – Rubio (MEX)         | 3 | 1 | 2 | 4 | 4  | 4  | 1,000   | 150 | 151 | 0,993   |
| 3 | M. Grimalt – E. Grimalt (CHI) | 3 | 1 | 2 | 4 | 3  | 4  | 0,750   | 125 | 120 | 1,042   |
| 4 | Kantor – Łosiak (POL)         | 3 | 1 | 2 | 4 | 3  | 4  | 0,750   | 128 | 125 | 1,024   |
| 5 | M. Grimalt – E. Grimalt (CHI) | 3 | 1 | 2 | 4 | 2  | 4  | 0,500   | 120 | 120 | 1,000   |
| 6 | Heidrich – Gerson (SUI)       | 3 | 1 | 2 | 4 | 2  | 5  | 0,400   | 133 | 139 | 0,957   |

Legendă:
M= meciuri jucate, V=victorii, Î=înfrângeri, P=puncte, SC=seturi câștigate, SP=seturi pierdute, Ratio 1=seturi câștigate/seturi pierdute, PM=puncte marcate, PP=puncte încasate, Ratio 2=puncte câștigate/puncte pierdute

##### Playoff
| 31 iulie 2021 21:00 | Kantor – Łosiak      | 1–2 | Herrera – Gavira | Shiokaze Park, Tokyo Arbitru(i): Davide Crescentini (ITA), Osvaldo Sumavil (ARG) Raport(e): Rezultat |
| 31 iulie 2021 21:00 | (29–31, 21–19, 7–15) |     |                  | Shiokaze Park, Tokyo Arbitru(i): Davide Crescentini (ITA), Osvaldo Sumavil (ARG) Raport(e): Rezultat |

| 31 iulie 2021 22:00 | M. Grimalt – E. Grimalt | 2–0 | Heidrich – Gerson | Shiokaze Park, Tokyo Arbitru(i): Mário Ferro (BRA), Roman Pristovakin (RUS) Raport(e): Rezultat |
| 31 iulie 2021 22:00 | (21–17, 21–18)          |     |                   | Shiokaze Park, Tokyo Arbitru(i): Mário Ferro (BRA), Roman Pristovakin (RUS) Raport(e): Rezultat |

### Faza eliminatorie
|  | Optimi de finală                 | Optimi de finală                 |                          |   | Sferturi de finală             | Sferturi de finală             |          |          | Semifinale | Semifinale |  |  | Meciul pentru medalia de aur | Meciul pentru medalia de aur |
|  |                                  |                                  |                          |   |                                |                                |          |          |            |            |  |  |                              |                              |
|  | 2 august                         |                                  |                          |   |                                |                                |          |          |            |            |  |  |                              |                              |
|  |                                  |                                  |                          |   |                                |                                |          |          |            |            |  |  |                              |                              |
|  | Semenov – Leshukov (COR)         | 2                                |                          |   |                                |                                |          |          |            |            |  |  |                              |                              |
|  | Semenov – Leshukov (COR)         | 2                                | 4 august                 |   |                                |                                |          |          |            |            |  |  |                              |                              |
|  | M. Grimalt – E. Grimalt (CHI)    | 0                                |                          |   |                                |                                |          |          |            |            |  |  |                              |                              |
|  | M. Grimalt – E. Grimalt (CHI)    | 0                                | Semenov – Leshukov (COR) | 0 |                                |                                |          |          |            |            |  |  |                              |                              |
|  | 1 august                         |                                  | Semenov – Leshukov (COR) | 0 |                                |                                |          |          |            |            |  |  |                              |                              |
|  |                                  | Mol – Sørum (NOR)                | 2                        |   |                                |                                |          |          |            |            |  |  |                              |                              |
|  | Mol – Sørum (NOR)                | Mol – Sørum (NOR)                | 2                        | 2 |                                |                                |          |          |            |            |  |  |                              |                              |
|  | Mol – Sørum (NOR)                |                                  | 5 august                 | 2 |                                |                                |          |          |            |            |  |  |                              |                              |
|  | Brouwer – Meeuwsen (NED)         | 0                                |                          |   |                                |                                |          |          |            |            |  |  |                              |                              |
|  | Brouwer – Meeuwsen (NED)         | 0                                | Mol – Sørum (NOR)        | 2 |                                |                                |          |          |            |            |  |  |                              |                              |
|  | 2 august                         |                                  | Mol – Sørum (NOR)        | 2 |                                |                                |          |          |            |            |  |  |                              |                              |
|  |                                  | Pļaviņš – Točs (LAT)             | 0                        |   |                                |                                |          |          |            |            |  |  |                              |                              |
|  | Evandro – Schmidt (BRA)          | Pļaviņš – Točs (LAT)             | 0                        | 0 |                                |                                |          |          |            |            |  |  |                              |                              |
|  | Evandro – Schmidt (BRA)          | 4 august                         |                          | 0 |                                |                                |          |          |            |            |  |  |                              |                              |
|  | Pļaviņš – Točs (LAT)             | 2                                |                          |   |                                |                                |          |          |            |            |  |  |                              |                              |
|  | Pļaviņš – Točs (LAT)             | 2                                | Pļaviņš – Točs (LAT)     | 2 |                                |                                |          |          |            |            |  |  |                              |                              |
|  | 2 august                         |                                  | Pļaviņš – Točs (LAT)     | 2 |                                |                                |          |          |            |            |  |  |                              |                              |
|  |                                  | Alison – Álvaro (BRA)            | 0                        |   |                                |                                |          |          |            |            |  |  |                              |                              |
|  | Gaxiola – Rubio (MEX)            | Alison – Álvaro (BRA)            | 0                        | 0 |                                |                                |          |          |            |            |  |  |                              |                              |
|  | Gaxiola – Rubio (MEX)            |                                  | 7 august                 | 0 |                                |                                |          |          |            |            |  |  |                              |                              |
|  | Alison – Álvaro (BRA)            | 2                                |                          |   |                                |                                |          |          |            |            |  |  |                              |                              |
|  | Alison – Álvaro (BRA)            | 2                                | Mol – Sørum (NOR)        | 2 |                                |                                |          |          |            |            |  |  |                              |                              |
|  | 1 august                         |                                  | Mol – Sørum (NOR)        | 2 |                                |                                |          |          |            |            |  |  |                              |                              |
|  |                                  | Krasilnikov – Stoyanovskiy (COR) | 0                        |   |                                |                                |          |          |            |            |  |  |                              |                              |
|  | Cherif – Ahmed (QAT)             | Krasilnikov – Stoyanovskiy (COR) | 0                        | 2 |                                |                                |          |          |            |            |  |  |                              |                              |
|  | Cherif – Ahmed (QAT)             | 4 august                         |                          | 2 |                                |                                |          |          |            |            |  |  |                              |                              |
|  | Lucena – Dalhausser (USA)        | 1                                |                          |   |                                |                                |          |          |            |            |  |  |                              |                              |
|  | Lucena – Dalhausser (USA)        | 1                                | Cherif – Ahmed (QAT)     | 2 |                                |                                |          |          |            |            |  |  |                              |                              |
|  | 2 august                         |                                  | Cherif – Ahmed (QAT)     | 2 |                                |                                |          |          |            |            |  |  |                              |                              |
|  |                                  | Nicolai – Lupo (ITA)             | 0                        |   |                                |                                |          |          |            |            |  |  |                              |                              |
|  | Fijałek – Bryl (POL)             | Nicolai – Lupo (ITA)             | 0                        | 0 |                                |                                |          |          |            |            |  |  |                              |                              |
|  | Fijałek – Bryl (POL)             |                                  | 5 august                 | 0 |                                |                                |          |          |            |            |  |  |                              |                              |
|  | Nicolai – Lupo (ITA)             | 2                                |                          |   |                                |                                |          |          |            |            |  |  |                              |                              |
|  | Nicolai – Lupo (ITA)             | 2                                | Cherif – Ahmed (QAT)     | 0 |                                |                                |          |          |            |            |  |  |                              |                              |
|  | 2 august                         |                                  | Cherif – Ahmed (QAT)     | 0 |                                |                                |          |          |            |            |  |  |                              |                              |
|  |                                  | Krasilnikov – Stoyanovskiy (COR) | 2                        |   | Meciul pentru medalia de bronz | Meciul pentru medalia de bronz |          |          |            |            |  |  |                              |                              |
|  | Gibb – Bourne (USA)              | Krasilnikov – Stoyanovskiy (COR) | 2                        | 1 | Meciul pentru medalia de bronz | Meciul pentru medalia de bronz |          |          |            |            |  |  |                              |                              |
|  | Gibb – Bourne (USA)              | 4 august                         | 4 august                 | 1 |                                |                                | 7 august | 7 august |            |            |  |  |                              |                              |
|  | Thole – Wickler (GER)            | 4 august                         | 4 august                 | 2 |                                |                                | 7 august | 7 august |            |            |  |  |                              |                              |
|  | Thole – Wickler (GER)            | Thole – Wickler (GER)            | 0                        | 2 | Pļaviņš – Točs (LAT)           | 0                              |          |          |            |            |  |  |                              |                              |
|  | 2 august                         | Thole – Wickler (GER)            | 0                        |   | Pļaviņš – Točs (LAT)           | 0                              |          |          |            |            |  |  |                              |                              |
|  |                                  | Krasilnikov – Stoyanovskiy (COR) | 2                        |   | Cherif – Ahmed (QAT)           | 2                              |          |          |            |            |  |  |                              |                              |
|  | Herrera – Gavira (ESP)           | Krasilnikov – Stoyanovskiy (COR) | 2                        | 0 | Cherif – Ahmed (QAT)           | 2                              |          |          |            |            |  |  |                              |                              |
|  | Herrera – Gavira (ESP)           |                                  |                          | 0 |                                |                                |          |          |            |            |  |  |                              |                              |
|  | Krasilnikov – Stoyanovskiy (COR) | 2                                |                          |   |                                |                                |          |          |            |            |  |  |                              |                              |
|  | Krasilnikov – Stoyanovskiy (COR) | 2                                |                          |   |                                |                                |          |          |            |            |  |  |                              |                              |

## Clasament final
| Loc | Echipă                           |
| --- | -------------------------------- |
|     | Mol – Sørum (NOR)                |
|     | Krasilnikov – Stoyanovskiy (COR) |
|     | Cherif – Ahmed (QAT)             |
| 4   | Pļaviņš – Točs (LAT)             |
| 5   | Alison – Álvaro (BRA)            |
| 5   | Thole – Wickler (GER)            |
| 5   | Nicolai – Lupo (ITA)             |
| 5   | Semenov – Leshukov (COR)         |
| 9   | Evandro – Schmidt (BRA)          |
| 9   | M. Grimalt – E. Grimalt (CHI)    |
| 9   | Gaxiola – Rubio (MEX)            |
| 9   | Brouwer – Meeuwsen (NED)         |
| 9   | Fijałek – Bryl (POL)             |
| 9   | Herrera – Gavira (ESP)           |
| 9   | Gibb – Bourne (USA)              |
| 9   | Lucena – Dalhausser (USA)        |
| 17  | Kantor – Łosiak (POL)            |
| 17  | Heidrich – Gerson (SUI)          |
| 19  | Azaad – Capogrosso (ARG)         |
| 19  | McHugh – Schumann (AUS)          |
| 19  | Perušič – Schweiner (CZE)        |
| 19  | Carambula – Rossi (ITA)          |
| 19  | Ishijima – Shiratori (JPN)       |
| 19  | El Graoui – Abicha (MAR)         |